# Imortalidade no cristianismo
A Imortalidade Bíblica, ou Imortalidade Cristã, é o conjunto de crenças e doutrinas estabelecidas pelas Sagradas escrituras Hebraico-Cristãs (Bíblia), que tem a imortalidade como natural aos seres humanos e que a apresenta como esperança certa para os seres humanos obedientes a Deus. Segundo o relato Bíblico, Adão, o primeiro homem, foi criado dotado de Imortalidade, ou Vida Eterna, assim como o segundo ser humano, Eva, sua esposa. Ao desobedecerem a Jeová Deus eles perderam essa característica natural. Essa é a noção básica, apresentada pela maioria o dos cristãos sobre a Imortalidade Humana.
Além dessa crença na Imortalidade humana, é comum no Cristianismo se ter como Imortais, também, os Seres espirituais (espíritos), exceto os Demônios, que perderam essa característica. também tem como Imortal Deus, sendo esse absolutamente imutável nessa característica, e além de imortal, atemporal, ou "sem nascimento", tendo sempre existido e nunca deixará de existir.
Apesar dessa noção básica a várias crenças diferenciando-se nas dezenas de denominações cristãs em torno da Imortalidade Bíblica, devido a diferentes interpretações e influencia de conteúdos exteriores. Algumas das principais estão alistadas abaixo:

## Imortalidade da alma e Imortalidade geral
Crê-se que os seres humanos são dotados de uma alma, a parte do corpo físico, que sobrevive a morte física e permanece viva num domínio espiritual. Em geral, crê-se que todos os seres humanos permanecem vivos para sempre nessa forma espiritual, vivendo eternamente em determinada recompensa pelas suas ações em vida. A Imortalidade da Alma, é, principalmente uma crença Espírita e de outras denominações cristãs como, por exemplo, a Igreja Católica, a Igreja de Jesus Cristo dos Santos dos Últimos Dias,muitas igrejas pentecostais e universal, mundial do reinado de Deus, Congregação cristã no Brasil, entre outras.
Certas denominações creem não que a alma sobreviva a morte, mas que ao morrer os seres permanecem mortos, porém são todos ressuscitados em algum ponto no futuro, e depois vivem eternamente, com suas determinadas recompensas.

## Imortalidade especial
Crê-se, que, absolutamente, somente os seres Humanos obedientes receberão Vida Eterna como recompensa pela sua obediência, assim também com os seres Humanos desobediente que se arrependem  e se tornam obedientes. Em contraste, os desobedientes, recebem como recompensa a Morte eterna, sem qualquer perspetiva de vida. 
Algumas denominações reconhecem diferenças entre "Imortalidade" e "Vida Eterna"  ---  nas duas crenças acima existem denominações que afirmam uma Imortalidade em corpo físico e outras uma Imortalidade em corpo meta-físico  --- essas são crenças básicas , existem centenas de variações cristãs a respeito da Imortalidade
1. ↑  Gênesis 2 e 3 - Bíblia
2. ↑  Gênesis 3 - Bíblia
3. ↑  Jó 38:7 - Bíblia
4. ↑  Apocalipse 20:10 - Bíblia
5. ↑  Salmo 90:2 - Bíblia
6. ↑  http://www.mormon.org/por/plano-de-felicidade
7. ↑  http://www.paraclitus.com.br/2011/veritas/teologia/imortalidade-da-alma-e-ressurreicao-dos-mortos-%E2%80%93-parte-i/ - Referência da Igreja católica, o texto não foi baseado nesta, porém expôe as ideias
8. ↑  http://www.jw.org/pt/publicacoes/revistas/wp20130701/e-possivel-vida-eterna  - além desta, outras denominações tem uma ideia similar